# Charles N. Reilley
Charles Norwood Reilley (Charlotte, 2 marzo 1925 – 31 dicembre 1981) è stato un chimico statunitense, attivo nel campo della chimica analitica, e in particolare della elettrochimica.
Laureatosi in chimica all'Università della Carolina del Nord a Chapel Hill nel 1947, ottenne il dottorato alla Princeton University nel 1952. Ritornò quindi all'università della sua città natale, dove cominciò il suo lavoro di ricerca e di insegnamento.
Nel 1965 vinse il premio Fisher assegnato dalla American Chemical Society per i suoi «contributi eccezionali alla scienza della chimica analitica, sia pura che applicata, realizzati negli Stati Uniti d'America».
Vinse quindi la Herty Medal nel 1968, e l'ANACHEM Award in chimica analitica dalla Association of Analytical Chemists nel 1972.
Nel 1977 venne eletto all'interno dell'Accademia nazionale delle scienze, il secondo chimico analitico ad ottenere il riconoscimento dopo Izaak Maurits Kolthoff.
Dopo la sua morte, dal 1984 la Society for Electroanalytical Chemistry ha istituito il Charles N. Reilley Award in Electroanalytical Chemistry.